# Normanno (nome)
Normanno  è un nome proprio di persona italiano maschile.

## Varianti
- Maschili: Normando
- Femminili: Normanna, Normanda

### Varianti in altre lingue
- Inglese: Norman[1]
  - Ipocoristici: Norm[1]
  - Femminili: Norma[1]
- Latino: Normannus

## Origine e diffusione
Dal nome francese antico Normant o Normand, a sua volta da un termine germanico o scandinavo composto da nord ("nord") e mann ("uomo"), quindi "uomo del nord", facente riferimento ai vichinghi normanni, che si sarebbero poi stabiliti in Normandia - regione che da loro prende il nome - secondo un'usanza comune nell'onomastica antica, che spesso traeva spunto dagli etnonimi.
In inglese il nome, nelle forme Norman e Normant, era in uso già prima della conquista; dopo di essa divenne più comune, finendo però per sparire verso il XIV secolo. Fu ripreso, tornando comune, nel XIX secolo, grazie anche a un personaggio così chiamato nel romanzo del 1856 The Daisy Chain, di Charlotte Mary Yonge. In Italia è presente al Centro e al Nord, soprattutto in Emilia e in Romagna. Il nome Norma è occasionalmente usato come sua forma femminile, specie nei paesi anglofoni.

## Onomastico
Il nome è adespota, cioè non è portato da alcun santo. L'onomastico quindi si festeggia il giorno di Ognissanti, che è il 1º novembre.

## Persone
- Normanno Gobbi, pittore e operatore teatrale italiano

### Variante Norman

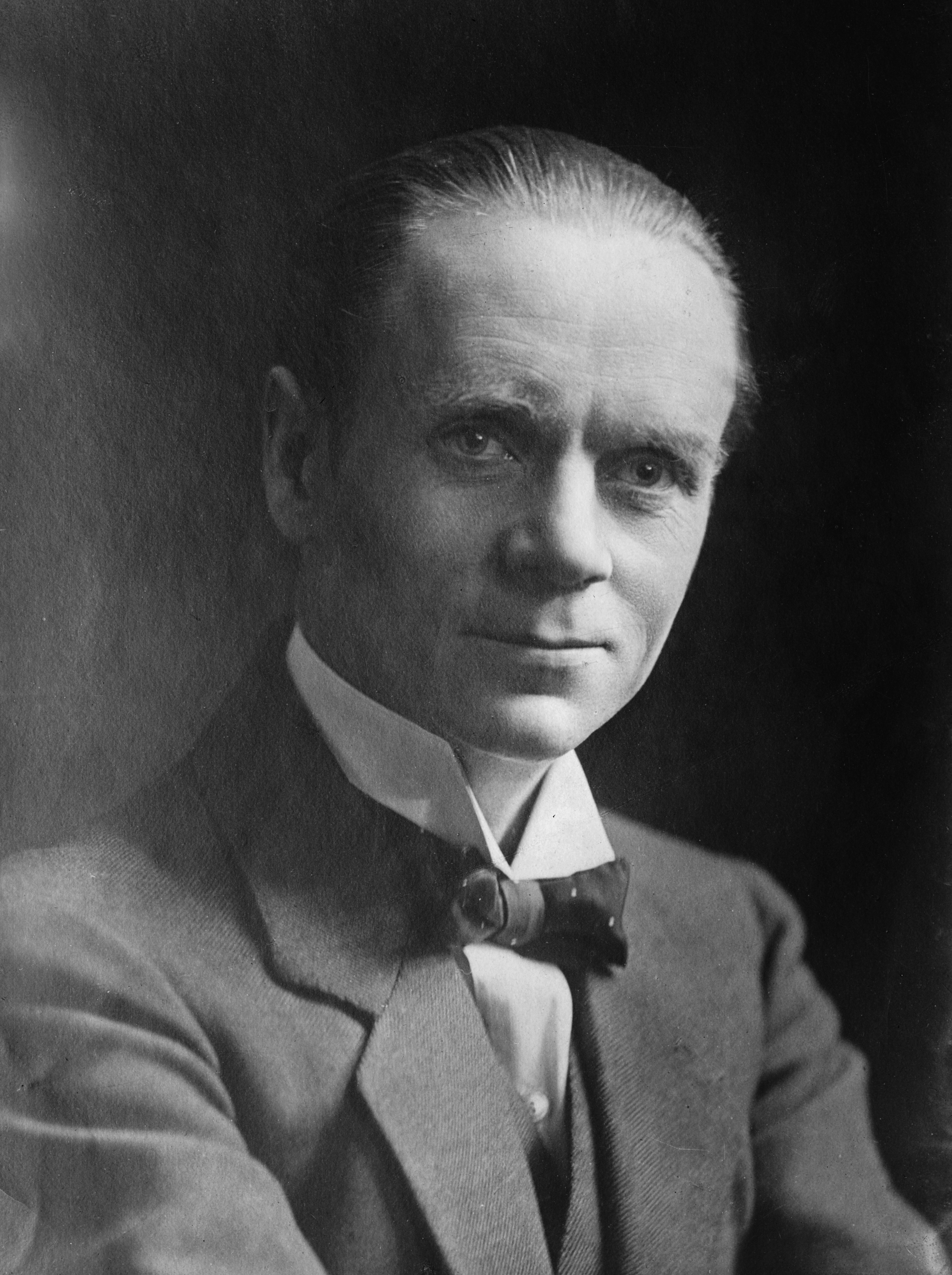
Norman Angell

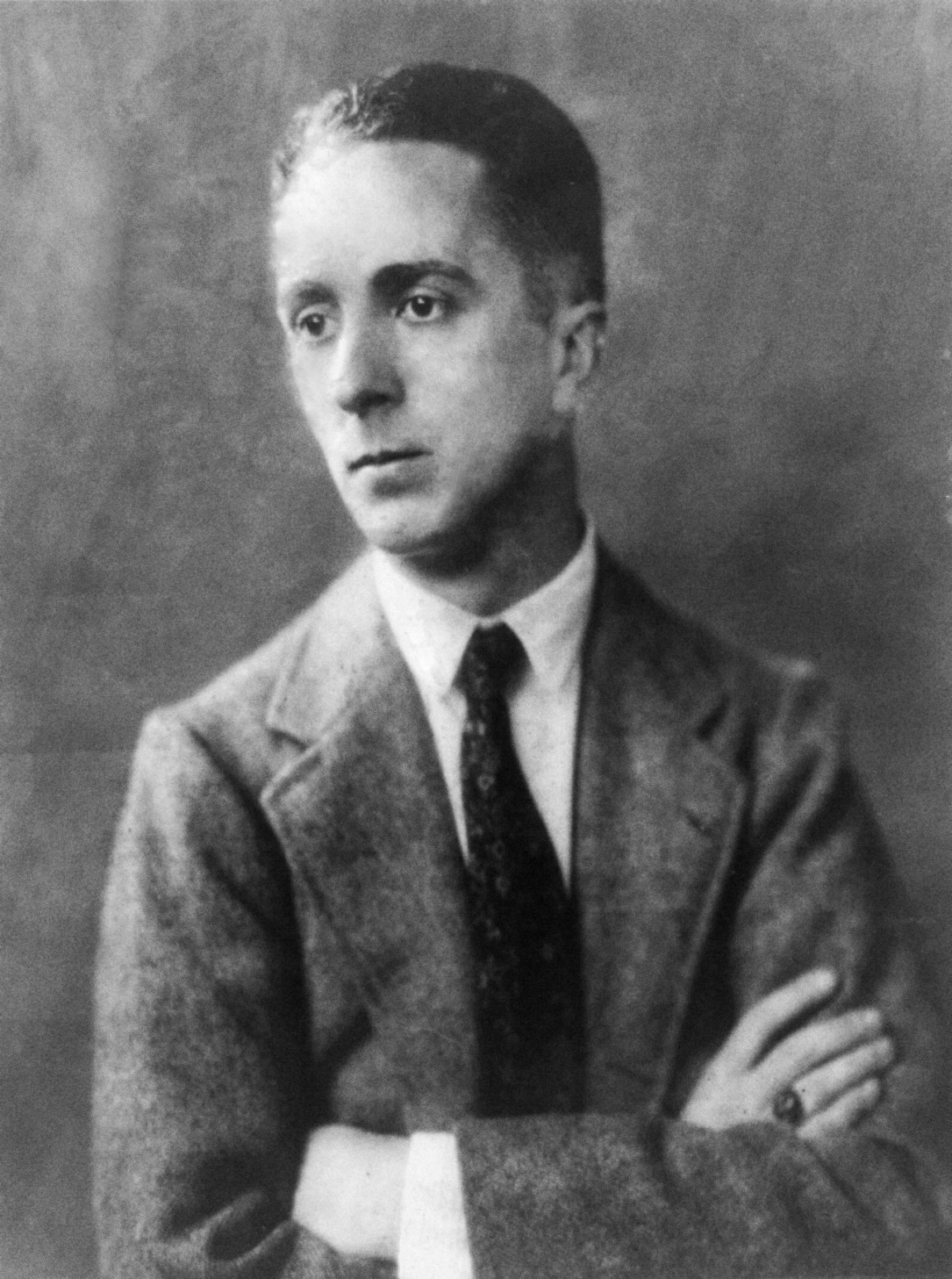
Norman Rockwell

- Norman Angell, politico e saggista britannico
- Norman Bel Geddes, architetto, designer e scenografo statunitense
- Norman Bethune, medico canadese
- Norman Borlaug, agronomo e ambientalista statunitense
- Norman Cousins, giornalista, scrittore, docente e pacifista statunitense
- Norman Douglas, scrittore britannico
- Norman Foster, architetto e designer britannico
- Norman Kerry, attore statunitense
- Norman Lockyer, scienziato e astronomo britannico
- Norman Mailer, scrittore statunitense
- Norman Ramsey, fisico statunitense
- Norman Rockwell, pittore e illustratore statunitense
- Norman Schwarzkopf, generale statunitense
- Norman Scott, ammiraglio statunitense

### Variante Norm
- Norm Breyfogle, fumettista statunitense
- Norm Clarke, cestista canadese
- Norm Coleman, politico e avvocato statunitense
- Norm Cook, cestista statunitense
- Norm Dicks, politico e avvocato statunitense
- Norm Evans, giocatore di football americano statunitense
- Norm MacDonald, attore, sceneggiatore e comico canadese
- Norm Mager, cestista statunitense
- Norm McAtee, hockeista su ghiaccio e allenatore di hockey su ghiaccio canadese
- Norm Nixon, cestista e allenatore di pallacanestro statunitense
- Norm Odinga, calciatore e giocatore di calcio a 5 canadese
- Norm Richardson, cestista statunitense
- Norm Sloan, cestista e allenatore di pallacanestro statunitense
- Norm Stewart, cestista e allenatore di pallacanestro statunitense
- Norm Swanson, cestista statunitense
- Norm Van Brocklin, giocatore di football americano statunitense
- Norm Van Lier, cestista e allenatore di pallacanestro statunitense

## Il nome nelle arti
- Norman è un personaggio della serie Pokémon.
- Norman è un personaggio della serie The Promised Neverland.
- Norman Bates è un personaggio del romanzo di Robert Bloch Psycho, e del film del 1960 da esso tratto Psyco, diretto da Alfred Hitchcock.
- Norman McCay è un personaggio dei fumetti DC Comics.
- Norman Osborn è un personaggio dei fumetti Marvel.
- Norman Perry è un personaggio dei fumetti della serie Zagor.
- Norman Stone è un personaggio della serie animata Norman Normal.